# Caxitlán
Antigua capital de los tecos y del Reino de Coliman, gobernados por el Hueytlatoani Colimotl, en tiempos precolombinos. Lugar donde se fundó la primitiva Villa de Colima y el primer ayuntamiento de occidente de la Nueva España por el conquistador Gonzalo de Sandoval, el 25 de julio de 1523, ubicado en el Valle de Tecomán. 

## Etimologías
En la época prehispánica, Tecomán se llamaba a todo el Valle, pues la capital de los tecos y de la provincia de Colimán, evidentemente fue Caxitlán, cuya etimología se interpreta: “Lugar de estanques”, de ACAXTIL (que a su vez se forma con “A” de ATL: agua, y ACAXITL: (Alberca); y la desinencia N para significar lugar”. 

CAJITLAN(Caxitlán) de Ca, que en forma verbal, “ser,estar”, y como adverbio afirmativo significa: “Sí, en verdad que”; y la partícula xi, que reforzada con tla y tlán, forma imperativos y afirmativos: “En donde está el verdadero lugar” por extensión y relación histórica “El lugar primitivo”. 

## Tiempos prehispánicos
Los antiguos habitantes de Colima radicaron en  la porción sur del Occidente de Mesoamérica, donde actualmente se encuentra ubicado el Estado de Colima. Ocuparon también parte del suroeste de Michoacán y del suroeste del actual Estado de Jalisco.

Durante la era prehispánica, la región que hoy ocupa el estado de Colima fue asiento de varios grupos étnicos que florecieron en el Occidente Mexicano. La región estuvo habitada por varios señoríos que se disputaban el territorio antes de la llegada de los conquistadores españoles. 

A principios del siglo XVI, los purépecha o tarascos intentaron apoderarse de las salitreras de Tzacoalco, propiedad de los Tecos. A causa de esto se desató la Guerra de la Salitre, en la cual el Rey Colimán o Tlatoani Colimotl derrotó a los purépechas. Así los Tecos y el señorío de Colima se convirtieron en el poder dominante en la zona. 

## Conquista
Después de la toma de Tenochtitlan por los españoles y de haber subordinado a los purépechas, el emisario de Hernán Cortés, Francisco Montaño, que se había aventurado hasta Tzintzuntzan, recogió un informe de los michoacanos que decían que al poniente del imperio del Caltzontzin se encontraba un lugar dominado por el rey de Colima. 

Hernán Cortés, pensó en conquistar Colima, pero Juan Rodríguez de Villafuerte precipitó sus planes al desobedecer sus órdenes y ser el primero en explorar la zona, a su llegada a Trojes es derrotado en una emboscada del Rey Colimán. 

Poco después Cortés decide encargarle la empresa a Francisco Álvarez Chico. Éste se internó por Coyuca y Zacatula, pretendiendo penetrar el territorio del soberano Colimotl por el paso de Alima, habiéndoselo impedido el rey de Coliman. 

Después, la expedición punitiva fue confiada a Cristóbal de Olid que en 1522 fue enviado a conquistar Michoacán, provincia que conquista en nombre de Hernán Cortés. Le sucedió en el mando Juan Rodríguez de Villafuerte que sufrió dos derrotas ante Colimotl, la primera en Trojes y la segunda en el Palenque de Tecomán. 

Cortés confía la siguiente expedición a Gonzalo de Sandoval, que derrota en el Palenque de Tecomán a los Tecos, donde se rindió el rey Colimán. 

## Fundación de la Villa de Colima
El 25 de julio de 1523, el conquistador español Gonzalo de Sandoval funda en Caxitlán (Municipio de Tecomán) la primitiva Villa de Colima y el primer Ayuntamiento de occidente de la Nueva España. 

Denominada la resistencia de los Colimecas, Sandoval, acatando las órdenes de Cortés fundó la Villa de Colima, en términos de tecomán, el 25 de julio de 1523, escogiendo como asiento para la nueva puebla un  lugar a la ribera del río grande de Caxitlán, hoy de Armería, como a dos leguas de distancia del mar del sur, calculando probablemente la eventualidad de poder ser habilitado como puerto fluvial con fácil salida al Océano. 

Esta villa se pobló, según lo refiere Hernán Cortés, con más de 120 colonos europeos, de los cuales 25 eran de a caballo y el resto peones; la traza y fundación se proyectaron en las cercanías de Caxitlan, uno de los principales poblados de la región, populoso, rodeado por vegetación tupida y extensas tierras de humedad, muy apropiadas para el laboreo y cultivo de árboles frutales; sitio que seguramente Sandoval consideró estratégico para conservar la paz del señorío vencido y para el inicio de futuras conquistas. 

Además, a corta distancia, hacia el Mar del Sur, demoraban dos pueblos ribereños llamados Tecpan y Petlatzonecatl, donde los naturales beneficiaban las ricas  tierras  salitrales que a casi todo lo largo de la costa existían, produciendo excelente sal de cocina, tan escasa y de tanto valor entre los indígenas del antiguo señorío. 

Frente a Caxitlán hallábase también un buen vado para cruzar sin peligro el río Grande, y los aborígenes poseían gran cantidad de acallis o canoas que empleaban especialmente en sus pesquerías tanto en  el río como en el mar del Sur y en la extensa laguna llamada Coyotlan por los españoles, donde abundaban gran variedad de peces y gigantescos lagartos. 

Hecha esta fundación y practicada la visitación de los pueblos sojuzgados ordenada por Hernand Cortés, Sandoval regresó a México y con él algunos soldados a quiénes no agradó avecindarse en la naciente puebla llevando también consigo el alguacil mayor, a Jerónimo López, quién figuraba en la lista de vecinos, pero debido a su habilidad y suficiencia le comisionó Sandoval para hacer la relación al General Cortés “de todo el suceso de la jornada y de los pueblos y provincias que quedaban conquistados  y en servicio de su Majestad”. 

Al informarle a Cortés de todo lo ocurrido, le hace notar lo insalubre del lugar y lo extremoso del clima, contestándole éste  con la orden de que consumara el dominio y  “buscara un asiento que fuese bueno y en él fundase una Villa, y que le pusiese nombre Collimán, como la dicha provincia

Las autoridades de esta villa o sea el primer Ayuntamiento fundado por los españoles en el occidente de la Nueva España, fueron: Juan Pinzón y Juan Aguilar como Alcaldes; Hernando de la Peña y Antón López como Regidores y Juan Fernández (el viejo), como escribano. El cronista Gerónimo López, que participó en estos acontecimientos, afirma que fueron 95 los españoles que quedaron como vecinos fundadores de la naciente Villa de Colima, “en los términos del pueblo de Tecomán”.

En 1524 llegó a la Villa Coliman el primer Alcalde Mayor, Francisco Cortés, pariente de Hernán Cortés, y reconoce el cambio de poblado, lugar que actualmente  es la ciudad de Colima. Sin embargo este importante hecho tuvo lugar hasta el 20 de enero de 1527. 

Después del cambio a lugar  de la Villa de San Sebastián, en Caxitlán se quedaron muchos españoles que ya tenían negocios encauzados. 

## Caxitlán prehispánico y colonial
Habiendo efectuado el cambio de la villa de San Sebastián al sitio donde hoy está la ciudad  de Colima, San Francisco de Caxitlán no fue abandonado por los españoles, pues a pesar de la inclemencia del clima y las enfermedades, era una zona fértil, próxima al mar y al río Armería, propicia para seguirla explotando a través de los aborígenes. 

Dn. Joseph A. Villaseñor en 1746 dice: “El pueblo de Caxitlán dista de la cabecera de la villa de Colima siete leguas por la parte del oeste, tiene iglesia parroquial con Cura Clérigo, y un vicario, que dan el Pasto espiritual a sus feligreses en número de treinta familias de españoles y veinte de mestizos y cinco de mulatos; y hallándose en su recinto varias  haciendas de palma y de coco y algunas crías de ganado mayor”. 

Predominando siempre el núcleo español, este pueblo siguió teniendo cierta importancia durante  la Colonia y la época independiente pero con una tendencia gradual a disminuir su población, de tal manera que al registrarse un incendio y destruirse su templo, la cabecera parroquial fue cambiada definitivamente a Santiago Tecomán, aproximadamente en 1800, después de más de 270 años de su existencia. Todavía en 1835 habitaban ese lugar 113 personas. 

En 1862 la vemos situada a escasos tres kilómetros de Caleras, en calidad de congregación, en el mapa que elaboró de esta entidad el Ing. Juan I. Matute y finalmente como rancho en el mapa de 1927 del Ing. Arturo L’Arivel. 

## Caxitlán en la época actual
Debido a la gran importancia histórica que representó Caxitlán por haber sido el lugar en que se fundó la primera Villa de Colima por los invasores españoles, el Gobierno del Estado de Colima, adquirió 6 hectáreas de terreno en el lugar en el que están asentadas las ruinas del Mesón y se edificó una plazuela con un monumento, en el año de  1998, con motivo de la conmemoración del 475 Aniversario de la fundación de la Villa de Colima en ese sitio.

Uno de los pocos vestigios que quedan de lo que fue Caxitlán son los centenarios muros desnudos del mesón de Caxitlán ubicados en lo que hoy es una huerta de palmas de la Hacienda de Caleras, al sur del poblado. Su entrada se localiza en la Carretera Colima-Tecomán, frente a la ermita de la Virgen de la Candelaria.